# Аршинья
Аршинья́ (фр. Archignat) — коммуна во Франции, находится в регионе Овернь. Департамент коммуны — Алье. Входит в состав кантона Юрьель. Округ коммуны — Монлюсон.
Код INSEE коммуны — 03005.

## Население
Население коммуны на 2008 год составляло 349 человек.
| 1962 | 1968 | 1975 | 1982 | 1990 | 1999 | 2008 | 2021 |
| ---- | ---- | ---- | ---- | ---- | ---- | ---- | ---- |
| 384  | 345  | 306  | 271  | 275  | 350  | 349  | 337  |

## Экономика
В 2007 году среди 210 человек в трудоспособном возрасте (15—64 лет) 158 были экономически активными, 52 — неактивными (показатель активности — 75,2 %, в 1999 году было 69,8 %). Из 158 активных работали 133 человека (79 мужчин и 54 женщины), безработных было 25 (9 мужчин и 16 женщин). Среди 52 неактивных 12 человек были учениками или студентами, 17 — пенсионерами, 23 были неактивными по другим причинам.

## Достопримечательности
- Крест Аж, исторический памятник
- Церковь Сен-Сюльпис (XIII век)
- Часовня Сен-Парду (XII век)
- Древний фонтан возле церкви Фронтена
- Шале Шу

## Фотогалерея
- Частная часовня Фронтена
- Церковь Аршинья
- Фонтан святого Петра
- Крест Аж
- Шале Шу